# Rose Bertin
Marie-Jeanne Bertin, detta Rose (Abbeville, 2 luglio 1747 – Épinay-sur-Seine, 22 settembre 1813), è stata una stilista e modista francese.
Benché universalmente conosciuta come una delle primissime creatrici di moda francesi, tecnicamente non può essere considerata una stilista, in quanto tale professione nacque solo dopo la rivoluzione francese, cioè dopo che furono abolite regole e corporazioni, ed i sarti poterono esprimere liberamente la propria creatività.

## Biografia
Marie-Jeanne era nata in una famiglia piuttosto modesta, la madre curava persone malate e il padre Nicolas era cavaliere nella maréchaussée, un corpo militare poi evoluto nella gendarmeria nazionale. Primogenita di due figli, aveva un fratello di due anni più giovane, Jean-Laurent, e ricevette una discreta formazione di base che le permetteva di saper leggere, scrivere e far di conto. Il 24 gennaio 1754 il padre, che aveva già 72 anni, muore, e la ragazza fu inviata in apprendistato dalla zia, che era sarta. Il dipartimento della Somme dove era nata, era famoso per la sua produzione di tessuti.
Nel 1763, all'età di seidici anni, scende a Parigi, dove trova lavoro nell'atelier Trait Galant gestito da Mademoiselle Pagelle, una delle case di moda più reputate dell'epoca. Marie-Jeanne diventa la favorita della principessa di Conti, della duchessa di Chartres e dellaPrincipessa di Lamballe. È in questo periodo che decide di utilizzare il nome di "Rose", che considera più aggraziato. Questo suo successo presso le prestigiose clienti le permetterà di diventare associata di Pagelle.
Il 24 ottobre 1773 Rose aprì la propria boutique, Le Grand Mogol, in rue Saint-Honoré, spostandosi, nel 1783, in rue de Richelieu, bisognosa di ulteriori spazi. Il suo grande merito fu l'audacia di giocare con i dettagli in un momento in cui i vestiti da donna avevano tutti la stessa forma e la stessa struttura: panier sotto la gonna, per renderla voluminosa e rigida, e corsetto sulla vita per minimizzare le forme del corpo. Bertin mantenne le forme tradizionali ma osò con i dettagli, con gli accessori, come ventagli e ombrellini, con le rifiniture e i pizzi, rendendo ogni sua creazione un'opera d'arte che mostrasse qualcosa della sua proprietaria.
Il suo successo è folgorante e già nel 1774 la regina Maria Antonietta, che la scelse come propria modista personale, la riceve due volte a settimana a palazzo.
Rose Bertin creò anche elaborate acconciature, accessori di moda e bambole di cera, legno o porcellana (chiamate Pandora), che la regina utilizzava come regali. Legata alla regina anche da una forte amicizia, Bertin diventò una figura decisamente potente alla corte di Versailles, al punto di essere soprannominata ministro della moda dai suoi detrattori. Contemporaneamente le sue creazioni cominciarono ad essere esportate a Vienna, Londra, Venezia, San Pietroburgo, Costantinopoli e Parigi divenne il principale centro della moda europea.
Bertin lanciò molte mode, fra cui nel 1782 l'utilizzo del bianco e di vestiti più morbidi, che s'ispiravano agli abiti utilizzati nelle colonie francesi. Questi abiti più informali, in mussola bianca, presero il nome di "chemise à la Reine". La loro nascita corrisponde al desiderio della regina di vivere in modo più semplice, infatti il 1782 è anche l'anno in cui si iniziò a edificare l'Hameau de la Reine presso il Petit Trianon. L'altra grande creazione fu la redingote per le donne nel 1789, che ebbe moltissimo successo. Questa donna così inventiva creò quasi tutti gli abiti della regina fino al 1792, anno in cui Maria Antonietta fu detronizzata. 
Durante la rivoluzione francese Rose Bertin emigrò a Londra, dove continuò a lavorare e servire i suoi vecchi clienti, tramite gli émigrés. Ritornò in patria in modo definitivo nel 1795, per scoprire che ormai il suo stile eccessivo non veniva più apprezzato. Inoltre la sua immagine era indissolubilmente legata agli eccessi della regina e ciò ostacolò la sua ripresa lavorativa. Nonostante la sua fama non divenne mai veramente ricca e alla fine della sua vita si ritirò nella sua proprietà di Épinay-sur-Seine, dove morì nel 1813 all'età di 66 anni. Ad oggi resta visitabile l’edificio originale del 1782, anche se ha subito alcune modifiche che lei stessa aveva battezzato "Pavillon Béatus". L'edificio è stato iscritto nella lista dei monumenti storici nel 1993.